# یانسن‌گرایی

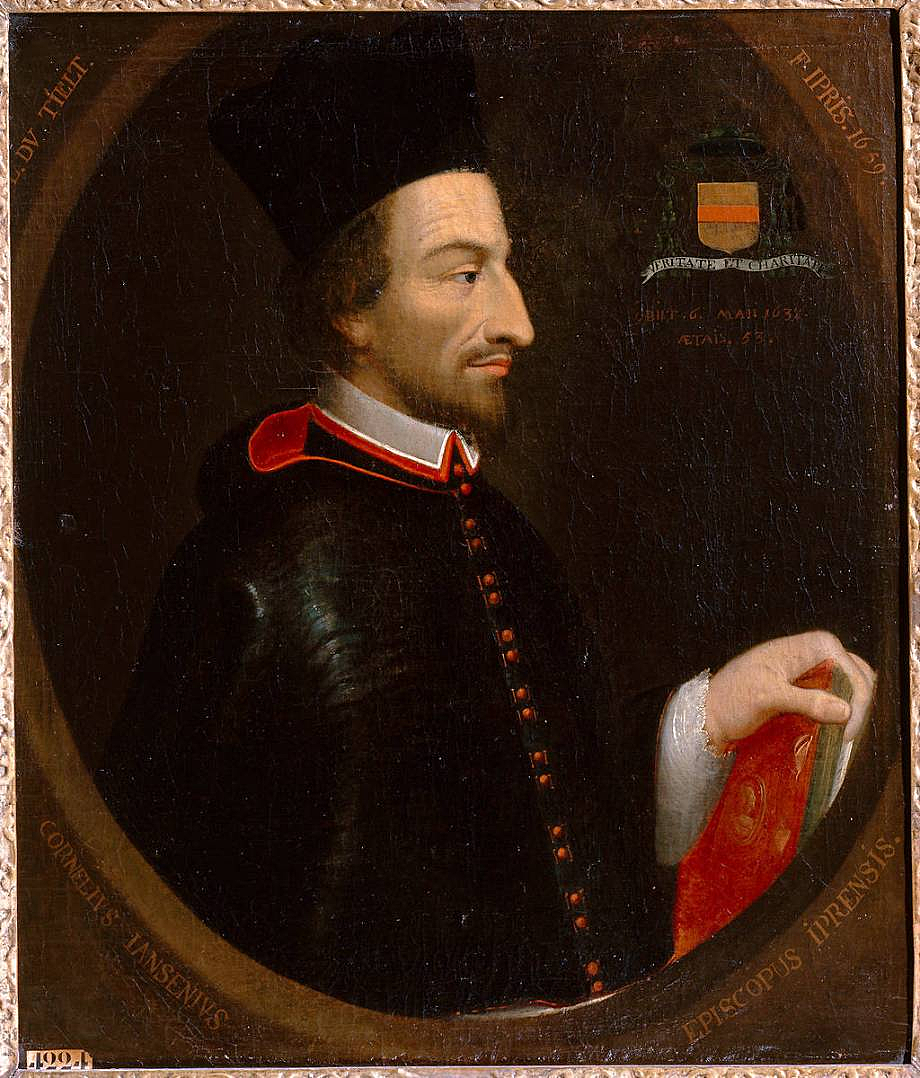

یانسن‌گرایی (انگلیسی: Jansenism) یک جنبش خداشناسی کاتولیک بود. عمدتاً در فرانسه که تأکید بر گناه نخستین. تباهی کامل لزوم فضل الهی و قضا و قدر دارد که به وسیله کورنلیوس یانسن هلندی پایه‌گذاری شد.